# Algèbre de Banach
Pour les articles homonymes, voir Algèbre (homonymie).
En mathématiques, l'algèbre de Banach est une des structures fondamentales de l'analyse fonctionnelle, portant le nom du mathématicien polonais Stefan Banach (1892-1945). 

## Définition
Définition — Une algèbre de Banach sur le corps K = ℝ ou ℂ est une K-algèbre associative normée telle que l'espace vectoriel normé sous-jacent soit en outre un espace de Banach (c.-à-d. complet pour la norme).
On explicite cette définition : une algèbre de Banach A sur le corps K = ℝ ou ℂ est un espace vectoriel normé complet sur K (on note {\displaystyle \|\cdot \|} la norme) muni d'une loi interne notée multiplicativement, telle que quels que soient x, y, z éléments de A et {\displaystyle \alpha } élément de K :
- {\displaystyle (xy)z=x(yz)} (associativité) ;
- {\displaystyle x(y+z)=xy+xz}, {\displaystyle (y+z)x=yx+zx} et {\displaystyle (\alpha x)y=x(\alpha y)=\alpha (xy)} (bilinéarité) ;
- {\displaystyle \|xy\|\leq \|x\|\,\|y\|} (sous-multiplicativité).

On parle d'algèbre de Banach commutative quand la loi produit est commutative.
Suivant les auteurs, la structure d'algèbre exige ou non la présence d'un élément unité (nécessairement unique). Les termes algèbre unitaire et algèbre non unitaire permettent de différencier les structures. Dans une algèbre de Banach unitaire non nulle, l'élément unité peut toujours être supposé de norme 1, quitte à remplacer la norme par une certaine norme équivalente.

## Exemples
- L'ensemble des nombres réels muni de la valeur absolue, de la somme et du produit est une algèbre de Banach réelle et unitaire. De même, l'ensemble des nombres complexes, muni du module, de la somme et du produit est une algèbre de Banach complexe et unitaire. Ces exemples sont fondamentaux.
- Si E est un espace de Banach, l'espace ℒ(E) des endomorphismes continus de E[2], muni de la composition et de la norme d'opérateurs. Si E est de dimension finie n, ℒ(E) s'identifie à l'algèbre de matrices Mn(K), munie d'une norme matricielle adéquate. M1(K) = K (muni de la valeur absolue si K = ℝ et du module si K = ℂ).
- Dans l'algèbre ℒ(E) des opérateurs bornés d'un espace de Banach E, l'idéal K(E) des opérateurs compacts. Si E est de dimension finie — et seulement dans ce cas — cette sous-algèbre K(E) est unitaire car égale à ℒ(E).
- Pour 1 ≤ p < ∞, l'algèbre normée des opérateurs de classe de Schatten (de) p sur un espace de Hilbert (qui sont les opérateurs à trace si p = 1 et les opérateurs de Hilbert-Schmidt (de) si p = 2) et plus généralement, celle des opérateurs nucléaires (en) d'ordre p sur un espace de Banach.
- L'algèbre ℓ∞(X) des fonctions (à valeurs réelles ou complexes) bornées sur un ensemble X, munie de la norme de la convergence uniforme, définie par {\displaystyle \|f\|_{\infty }=\sup _{x\in X}|f(x)|}.
- Si X est un espace compact, la sous-algèbre C(X) de ℓ∞(X) constituée des fonctions continues sur X (ces fonctions sont nécessairement bornées).
- Plus généralement, si X est un espace localement compact, la sous-algèbre Cb(X) = C(βX) de ℓ∞(X) constituée des fonctions continues et bornées sur X, et la sous-algèbre C0(X) de Cb(X) constituée des fonctions continues et nulles à l'infini. Si X est compact — et seulement dans ce cas — C0(X) est unitaire car égale à Cb(X).
- Si G est un groupe localement compact et μ sa mesure de Haar, l'espace L1(G) des fonctions μ-intégrables (modulo l'égalité μ-presque partout), muni du produit de convolution x∗y(g) = ∫ x(h) y(h−1g) dμ(h). Elle est commutative si et seulement si G est abélien, et elle est unitaire si et seulement si G est discret.

## Propriétés des algèbres de Banach unitaires
Soit A une algèbre de Banach unitaire, d'élément unité e.

### Propriétés de l'application de passage à l'inverse
Comme dans tout anneau (et une algèbre associative unitaire en est en particulier un), les éléments inversibles de A forment un groupe.
Tout élément e – u de la boule ouverte de centre e et de rayon 1 en fait partie, et son inverse peut être exprimé comme somme de la série géométrique de raison u, absolument convergente.
{\displaystyle \|u\|<1\Longrightarrow (e-u)^{-1}=\sum _{n=0}^{+\infty }u^{n}}
Il en résulte que le groupe G des éléments inversibles d'une algèbre de Banach unitaire est un ouvert.
L'application de passage à l'inverse est un homéomorphisme de G sur G, ce qui confère à G une structure de groupe topologique. Il s'agit même d'une application différentiable (infiniment, par récurrence), la différentielle au point x étant donnée par :
{\displaystyle {\rm {d}}_{x}\mathrm {Inv} (h)=-x^{-1}hx^{-1}.}
L'hypothèse de complétude est essentielle et ces résultats tombent en défaut dans les algèbres normées non complètes. Par exemple considérons l'algèbre ℝ[X] des polynômes à coefficients réels, munie de n'importe quelle norme d'algèbre. Le groupe des inversibles est ℝ* qui est inclus dans le sous-espace vectoriel strict ℝ de ℝ[X] et est donc d'intérieur vide ; il n'est donc pas ouvert. Ceci montre en particulier que ℝ[X] ne peut être muni d'une structure de ℝ-algèbre normée complète. D'ailleurs, d'après le théorème de Baire, un espace vectoriel normé de dimension dénombrable n'est jamais complet : voir le § « Complétude » de l'article sur les espaces vectoriels normés.

### Idéaux et algèbre quotient
Les idéaux maximaux d'une algèbre de Banach unitaire sont fermés.
Une algèbre de Banach unitaire complexe (non commutative a priori) dont tout élément non nul est inversible est isométriquement isomorphe au corps des nombres complexes (théorème de Gelfand-Mazur) ; en particulier, les idéaux maximaux des algèbres de Banach unitaires complexes sont des hyperplans fermés.